# Soribada
Soribada (en hangul, 소리바다) es el primer servicio de intercambio de archivos entre red de pares surcoreano, lanzado en 2000 por Sean Yang como un clon de Napster. Se cerró en 2002 por orden judicial, pero se siguió distribuyendo con la estipulación de que sus usuarios eran responsables de cualquiera de los archivos descargados. El 5 de noviembre de 2003, fue relanzado y, en julio de 2004, el sitio web se renovó como un portal de búsqueda P2P.
Soribada fue acusado por primera vez de cargos por infracción de derechos de autor. El caso fue presentado por la Asociación Coreana de Productores Fonográficos (KAPP), actualmente la Asociación de la Industria Discográfica de Corea (RIAK).